# Teresa Ostańska
Teresa Ostańska, z d. Kaczmarek (ur. 18 lutego 1934 w Bydgoszczy) – polska koszykarka, reprezentantka Polski.

## Życiorys
Była zawodniczką Olimpii Poznań, której barwy reprezentowała do 1967, a jej największymi sukcesami były dwa brązowe medale mistrzostw Polski (1961, 1966). W reprezentacji Polski seniorek wystąpiła 107 razy, w tym czterokrotnie na mistrzostwach Europy (1956 - 5. miejsce, 1958 - 5. miejsce, 1960 - 4. miejsce, 1964 - 5. miejsce.
Do 1982 była funkcjonariuszem Milicji Obywatelskiej.